# チブチャ語
チブチャ語（チブチャご、英: Chibcha language）は、かつてムイスカ人によって話されていた言語である。話されていた地域はコロンビアの中央高原地帯である。18世紀には消滅し死語となった。当時はスペイン帝国の植民地であった地域である。
1770年にスペイン国王のカルロス3世により、公式に地域の言語の使用が禁止された。

## 言語名別称
- Muisca
- Mosca
- Muiska
- Miusca
- ムイスカ語
- ムイシュカ語